# Daniël Camerling Helmolt
 (novembre 2020).
Daniël Adolf Camerling Helmolt (né le 9 mai 1886 à Haarlem, mort le 18 septembre 1960 à Nimègue) est un cavalier de dressage néerlandais.

## Biographie
Il participe à l'épreuve de dressage aux Jeux olympiques d'été de 1936 à Berlin, il finit à la 21e place en individuel et 5e en équipe.